# Maningue Magic
Maningue Magic é um canal de televisão por assinatura moçambicano com sede em Maputo, pertencente à MultiChoice. Foi inaugurado no dia 17 de janeiro de 2022 e está presente nas operadoras de televisão por cabo e satélite DStv e GOtv. Sua programação é voltada ao entretenimento, com diversos programas direcionados a segmentos específicos: telenovelas, reality shows, humorísticos e músicais.
O canal também almeja contribuir com a produção cultural e criativa do país, ao estrear em sua inauguração a telenovela local Maida, produzida por Gabriela Gulamussen e Telma da Silva.

## Programas
O canal tem grande ênfase na exibição de produções locais e internacionais, como telenovelas e séries. Também programas de auditório e variedades. No início de suas transmissões, às 17h, Estação do Boss foi a primeira produção exibida pelo canal. Além dos folhetins Maida, Mulher e a obra turca A Rapariga Chamada Fariah.

### Exibição de telenovelas estrangeiras
| N.º | Estreia                | Título                    | País    | Emissora     | Ref.  |
| --- | ---------------------- | ------------------------- | ------- | ------------ | ----- |
| 1   | 17 de Janeiro de 2022  | Mulher                    | Turquia | Fox          | [ 3 ] |
| 2   | 17 de Janeiro de 2022  | A Rapariga Chamada Fariah | Turquia | Show TV      | [ 3 ] |
| 3   | 19 de Setembro de 2022 | A Sonhadora               | Turquia | Star TV      | [ 7 ] |
| 4   | 23 de Julho de 2022    | O Rio                     | Angola  | Kwenda Magic | [ 8 ] |
| 5   | 21 de Dezembro de 2022 | Nossa História            | Turquia | Fox          | [ 9 ] |